# チェリーヒルズビレッジ
チェリーヒルズビレッジ（Cherry Hills Village）は、アメリカ合衆国コロラド州のアラパホ郡にある都市。人口は6,426人（2020年）。デンバー郊外の高級住宅街である。

## 概要
2020年アメリカ合衆国国勢調査によれば、チェリーヒルズビレッジの平均住宅価格は2億4千万円以上だった。また、平均世帯年収は3千万円以上だった。
市内にあるチェリーヒルズカントリークラブ（en:Cherry Hills Country Club）は全米プロゴルフ選手権開催実績がある名門ゴルフ場である。

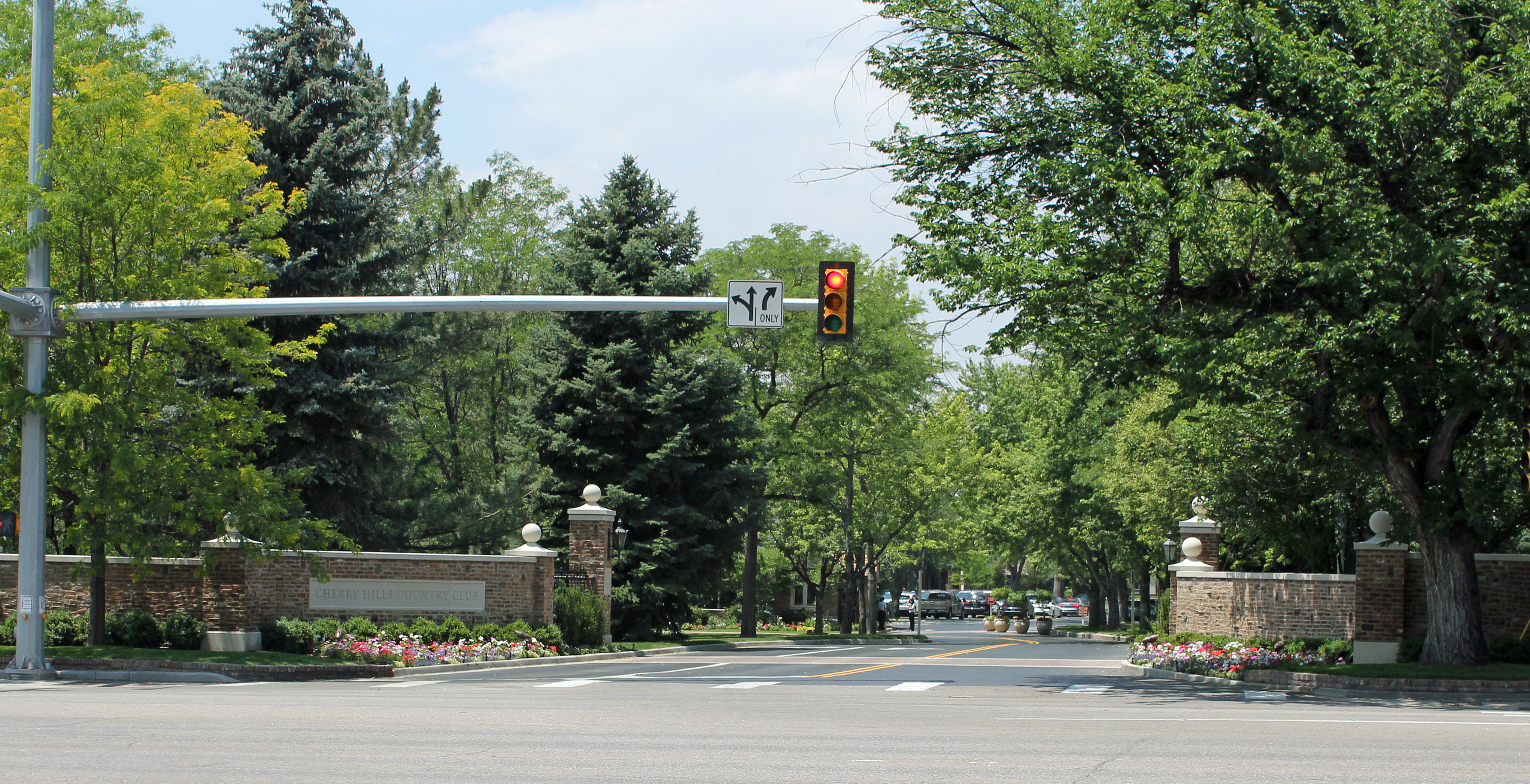
チェリーヒルズ カントリークラブ

## 関係者
- デビッド・デュバル：ゴルフ選手